# Roberto Ferraris
Roberto Ferraris (Napoli, 16 gennaio 1952) è un ex tiratore a segno italiano, vincitore della medaglia di bronzo nella pistola 25 m nel tiro a segno ai Giochi olimpici di Montréal 1976.

## Carriera
Vanta tre partecipazioni olimpiche, avendo preso parte anche a Monaco di Baviera 1972 e Mosca 1980.

## Palmarès
| Anno | Manifestazione  | Sede     | Evento       | Risultato |
| ---- | --------------- | -------- | ------------ | --------- |
| 1976 | Giochi olimpici | Montréal | Pistola 25 m | Bronzo    |